# José Pedro de Morais
Pour les articles homonymes, voir Morais.
José Pedro de Morais (né le 20 décembre 1955), est un homme politique angolais. Ministre des Finances entre le 6 décembre 2002 et octobre 2008.
Il est nommé gouverneur de la banque centrale en janvier 2015.